# W. K. C. Guthrie
William Keith Chambers Guthrie (1 de Agosto de 1906 – 17 de Maio de 1981) foi um escocês historiador e professor de Filosofia Antiga na Universidade de Cambridge e Diretor do Downing College, Cambridge. É muito conhecido pela sua "História da Filosofia Grega" em 6 volumes.

## Obras

### Em Português
- OS SOFISTAS, WILLIAM KEITH CHAMBERS GUTHRIE, PAULUS EDITORA, 1995, ISBN 8534903069, 9788534903066, 320 páginas

### Em Inglês
- A History of Greek Philosophy: Volume 1, The Earlier Presocratics and the Pythagoreans, W. K. C. Guthrie, William Keith Chambers Guthrie, Cambridge University Press, 1979, ISBN 0521294207, 9780521294201, 556 páginas
- A History of Greek Philosophy: Volume 2, The Presocratic Tradition from Parmenides to Democritus, W. K. C. Guthrie, William Keith Chambers Guthrie Cambridge University Press, 1979,  - 576 páginas
- A History of Greek Philosophy: Volume 3, The Fifth Century Enlightenment, Part 1, The Sophists, William Keith Chambers Guthrie, ISBN	0521096669, 9780521096669, Cambridge University Press, 1969, ISBN 0521294215, 9780521294218 - 345 páginas
- A History of Greek Philosophy: Volume 3, The Fifth Century Enlightenment, Part 2, Socrates, Parte 2, W. K. C. Guthrie, William Keith Chambers Guthrie, Cambridge University Press, 1971, ISBN 0521096677, 9780521096676, 212 páginas
- A History of Greek Philosophy: Volume 4, Plato: The Man and His Dialogues: Earlier Period, W. K. C. Guthrie, William Keith Chambers Guthrie Cambridge University Press, 1986, ISBN	0521311012, 9780521311014 - 624 páginas
- A History of Greek Philosophy: Volume 5, The Later Plato and the Academy, W. K. C. Guthrie, William Keith Chambers Guthrie Cambridge University Press, 1986, ISBN 0521311020, 9780521311021 - 556 páginas
- A History of Greek Philosophy: Volume 6, Aristotle: An Encounter, W. K. C. Guthrie, William Keith Chambers Guthrie Cambridge University Press, 1990, ISBN 0521387604, 9780521387606 - 476 páginas